# Papilio filaprae
Papilio filaprae  es una especie de mariposa del género Papilio, familia Papilionidae.
Fue descrito por primera vez por Suffert en 1904.